# La Immaculada d'Estagell

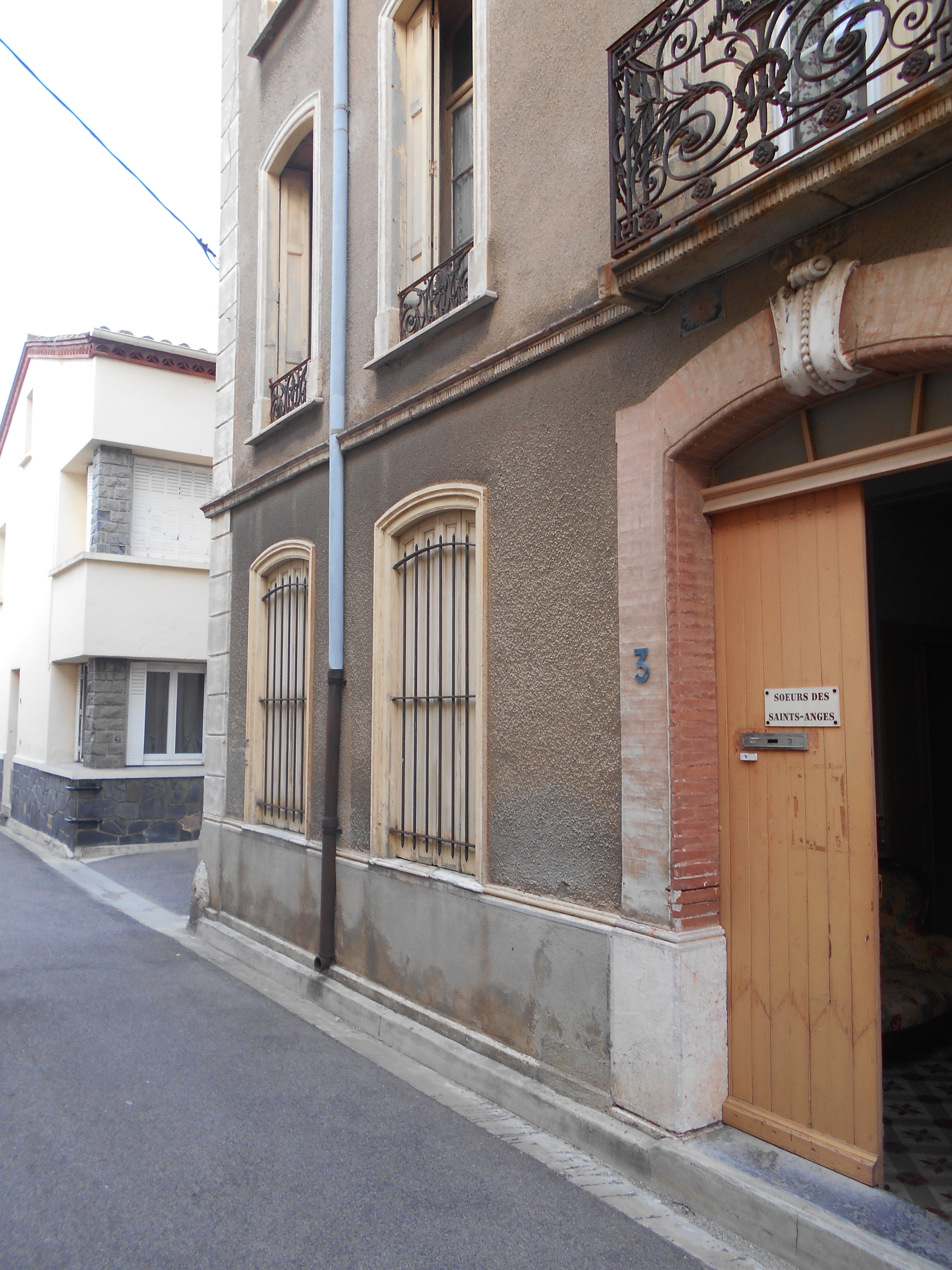
Finestres rere les quals es troba actualment la capella

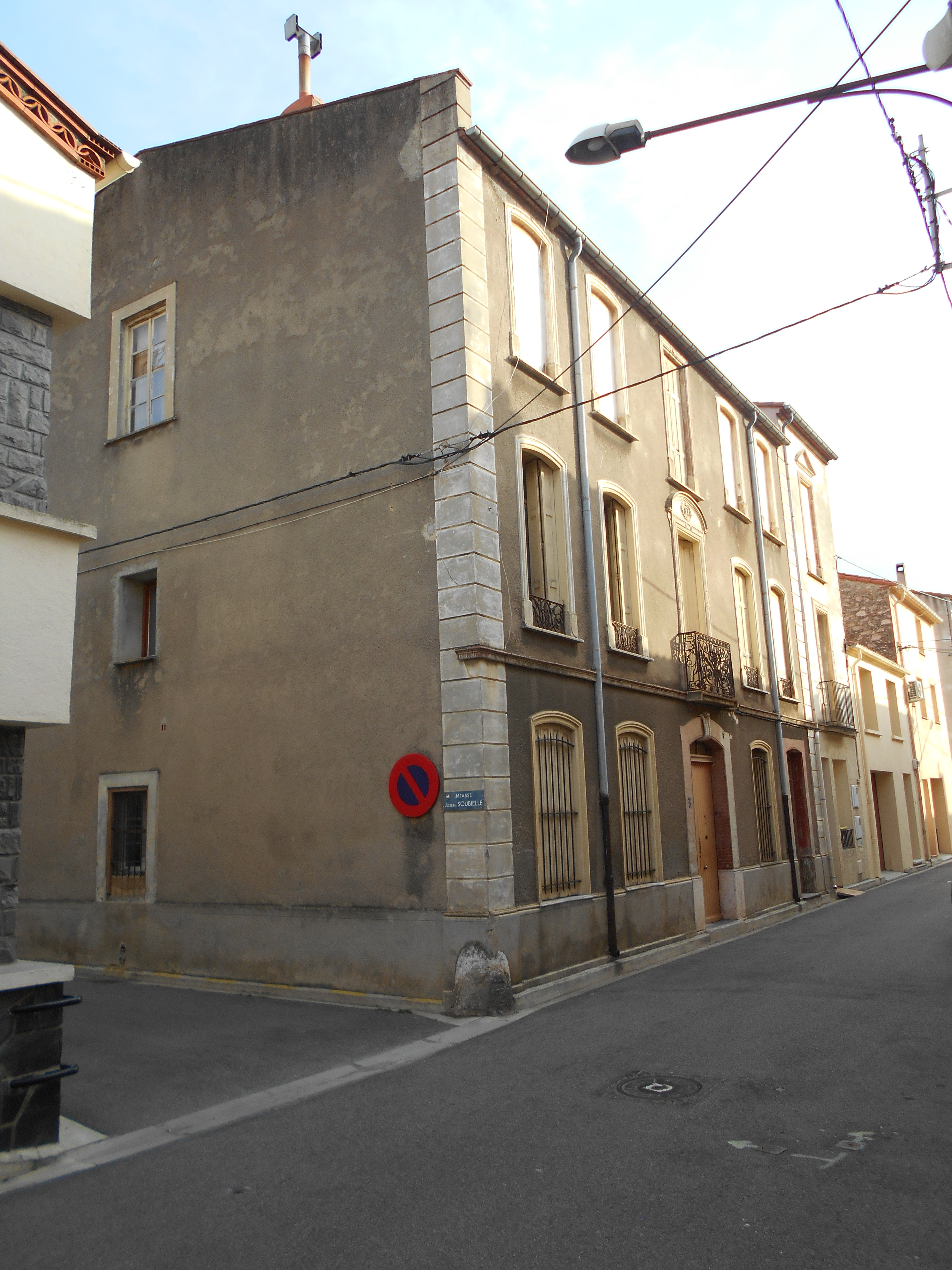
Finestres del pis superior, on era abans la capella

La Immaculada d'Estagell, o la Immaculada Concepció de Maria és la Capella del convent de les Germanes dels Sants Àngels, de la vila i terme comunal d'Estagell, a la comarca del Rosselló (Catalunya del Nord).
Està situada a la zona de ponent del nucli urbà d'Estagell, al carrer de Lafayette, número 3.
La capella antiga, del convent de les Germanes Franciscanes, era al pis superior de l'edifici del convent. Actualment, amb la comunitat de les Germanes dels Sants Àngels, s'ha traslladat a la planta baixa, al costat mateix de l'entrada al convent.